# Pedro Machete
Pedro Manuel Pena Chancerelle de Machete (Lisboa, 11 de julho de 1965 – 9 de novembro de 2024) foi um jurista português, Juiz Conselheiro do Tribunal Constitucional e Professor da Universidade Católica Portuguesa.

## Vida pessoal
Era filho de Rui Machete, de ascendência Francesa, antigo Vice-Primeiro-Ministro, Ministro de diversas pastas e Deputado à Assembleia da República pelo Partido Social Democrata, e de sua mulher Maria Fernanda Ferreira Pena.
Morreu a 9 de novembro de 2024, aos 59 anos, vítima de cancro.

## Carreira
Era Licenciado em Direito (1989), Mestre em Ciências Jurídico-Políticas (1994) e Doutor em Direito (2007) pela Faculdade de Direito da Universidade Católica Portuguesa.
Foi Juiz Conselheiro da Secção de Contencioso Administrativo do Supremo Tribunal Administrativo desde 2023.
Exerceu funções docentes na Faculdade de Direito da Universidade Católica Portuguesa desde 1989 até à sua morte, incluindo como Professor Auxiliar.

## Tribunal Constitucional
Em 21 de setembro de 2012 Pedro Machete foi cooptado Juiz Conselheiro do Tribunal Constitucional pelos demais Juízes eleitos pela Assembleia da República.
Em 1 de outubro de 2012, no Palácio de Belém, foi-lhe conferida a posse pelo Presidente da República Aníbal Cavaco Silva como Juiz Conselheiro do Tribunal Constitucional para um mandato de 9 anos. Entre 2021 e 2023 foi também vice-presidente do Tribunal Constitucional.